# Норберт Кеньвеш
Норберт Кеньвеш (угор. Könyves Norbert, нар. 10 червня 1989, Бачка-Топола) — угорський футболіст, нападник клубу «Вашаш». Виступав також за низку інших угорських клубів, та національну збірну Угорщини. Володар Суперкубка Угорщини та володар Кубка Угорщини.

## Клубна кар'єра
Норберт Кеньвеш народився у сербському місті Бачка-Топола, де й розпочав займатися футболом. У 2007 році Кеньвеш дебютував у першій команді клубу зі свого рідного міста ТСЦ (Бачка-Топола), в якій грав до 2008 року. У 2008 році футболіст перейшов до клубу зі своєї історичної батьківщини МТК, у якому грав до 2013 року, і в 2008 році став у складі команди володарем Суперкубка Угорщини.
З 2013 до 2015 року Кеньвеш грав у складі клубу «Пакш», а з 2015 до 2016 року в клубі «Вашаш». У 2016 році нападник перейшов до складу клубу «Дебрецен», у якому грав до 2019 року. З 2019 до 2020 року футболіст знову грав у складі клубу «Пакш», а в 2020—2021 роках грав у складі клубу «Залаеґерсеґ».
У 2021 році Норберт Кеньвеш став гравцем клубу «Діошдьйор», у якому грав до 2023 року. У 2023 році футболіст у черговий раз перейшов до клубу «Пакш», у складі якого в сезоні 2023—2024 років став володарем Кубка Угорщини. З 2024 року нападник удруге в кар'єрі грає у складі клубу «Вашаш».

## Виступи за збірну
У 2020 році Норберт Кеньвеш зіграв 5 матчів у складі національної збірної Угорщини, в яких забив 1 гол.

## Титули і досягнення
- Володар Суперкубка Угорщини (1):

МТК (Будапешт): 2008
- Володар Кубка Угорщини (1):

«Пакш»: 2023–2024